# Keep It Going
Keep It Going è il quinto album in studio del gruppo musicale statunitense Mad Caddies, pubblicato nel 2007.

## Tracce
Tutte le tracce sono state scritte dai Mad Caddies, eccetto dove indicato.

1. The Dirge - 1:53 (Dustin Lanker/Mad Caddies)
2. Backyard - 3:01
3. State of Mind - 3:46
4. Today - 2:39
5. Without You - 3:07
6. Reflections - 3:13
7. Lay Your Head Down - 3:28
8. Tired Bones - 2:53
9. Coyote - 4:10
10. Don't Go - 3:01
11. Pyramid Scheme - 2:27
12. Souls for Sale - 3:42
13. Riding for a Fall - 4:39 (Coxsone Dodd/Delroy Wilson)
14. Whatcha Gonna Do - 3:08
15. End Dirge - 4:02